# 李玉超
李玉超（1962年11月—），河南睢县人，中国人民解放军火箭军上将，中国人民解放军火箭军第3任司令员。他是中共十九届中央候补委员、二十届中央委员。

## 生平
李玉超于1980年12月参加中国人民解放军，长期在中国人民解放军第二炮兵部队服役。曾担任二炮部队某应急机动作战团团长。2000年3月，他从国防大学全军首届师团职硕士研究生班毕业，毕业后担任赴任某导弹旅参谋长，继而又被任命到某基地担任装检团团长。2004年年初，他出任某核导弹旅旅长。2005年3月，又被调到某新型常规导弹旅担任旅长职务。2008年，任第二炮兵第56基地副参谋长。2009年，在首都各界庆祝中华人民共和国成立60周年大会上，李玉超担任二炮装备大队副大队长接受检阅。
2012年7月，李玉超任第二炮兵工程大学副校长，2013年1月任第二炮兵第56基地副司令员，2013年7月晋升少将军衔。2015年3月，提任第二炮兵第53基地司令员。2015年9月3日举行的纪念中国人民抗日战争暨世界反法西斯战争胜利70周年大会上，李玉超又以常规导弹第三方队领队的身份率部受阅。
2016年7月，李玉超调任火箭军第55基地司令员。2017年3月，出任新调整组建的火箭军第63基地司令员。2020年4月，提任火箭军参谋长，并晋升中将军衔。2022年1月升任火箭军司令员，晋升上将军衔。
2023年7月28日，香港《南华早报》引述知情人士报道，包括李玉超在内的三名军队领导已被中共中央军委反腐机构调查人员带走，疑似与2023年中国火箭军腐败案有关。2023年9月26日，因涉嫌严重违纪违法，被罢免全国人大代表职务；12月29日，全国人大常委会确认他的代表资格终止，并向外界公告。
2024年7月，因严重违纪违法被开除党籍。